# イマジン (オリジナル・サウンドトラック)
『イマジン (オリジナル・サウンドトラック)』 (Imagine(Music From The Original Motion Picture)) は、ジョン・レノンのドキュメンタリー的実写映画『イマジン』のサウンドトラック。

## 解説
ビートルズ楽曲も含めて一通りジョン・レノンの代表作が聴ける入門的なアルバムであった。
収録曲のうち「ア・デイ・イン・ザ・ライフ」はオリジナル・セッション・テープからリミックスされ、イントロに「サージェント・ペパーズ・ロンリー・ハーツ・クラブ・バンド (リプライズ)」のエンディングの歓声の一部が重ならないヴァージョンとなった。

## 収録曲
1. リアル・ラヴ（デモ・バージョン）- Real Love（demo） - 2:48
2. ツイスト・アンド・シャウト - Twist And Shout - 2:33
3. ヘルプ! - Help! - 2:18
4. イン・マイ・ライフ - In My Life - 2:28
5. ストロベリー・フィールズ・フォーエバー - Strawberry Fields Forever  - 4:07
6. ア・デイ・イン・ザ・ライフ - A Day In The Life - 5:06
7. レボリューション - Revolution - 3:24
8. ジョンとヨーコのバラード - The Ballad Of John And Yoko - 2:58
9. ジュリア - Julia - 2:54
10. ドント・レット・ミー・ダウン - Don't Let Me Down - 3:34
11. 平和を我等に - Give Peace A Chance - 4:53
12. ハウ - How? - 3:41
13. イマジン（リハーサル・バージョン）Imagine (Rehearsal) - 1:25
14. 神 - God - 4:09
15. 母 - Mother - 4:45
16. スタンド・バイ・ミー - Stand By Me - 3:28
17. ジェラス・ガイ - Jealous Guy - 4:14
18. ウーマン - Woman - 3:33
19. ビューティフル・ボーイ - Beautiful Boy - 4:05
20. スターティング・オーヴァー - (Just Like)Starting Over - 3:59
21. イマジン - Imagine - 3:02